# Dolina Bielych plies
Dolina Bielych plies (česky Údolí Bílých ples) je údolí ve Vysokých Tatrách. Je prostřední větví Doliny Kežmarskej Bielej vody.

## Popis
Údolí se rozkládá na ploše 1,8 km² a je neobvyklým ledovcovým karem o několika úrovních až po Jahňací štít a Kozí štít. Ze severu je ohraničeno Belianskou kopou, ze severozápadu Meďodolským hřebenem, z jihozápadu a jihu Kozím hřebenem. Protéká jím Bílý potok.
V údolí se nachází několik malých mělkých ledovcových jezer. Největší z nich je Veľké Biele pleso, které leží v nadmořské výšce 1613 m n. m. Dále tu je osm Malých Bielých ples, Trojrohé pleso, Nižné, Vyšné Žeruchové pleso a Žlté pleso.
U Veľkého Bielého plesa stála Kežmarská chata, která vyhořela v roce 1974.

## Turistika
Po modré  z Matliar přes Žeruchovou poľanu a Bielovodskou dolinu k Veľkému Bielému plesu (3.30 hod. tam, 2.45 hod. zpět); odtud přes Predné Kopské sedlo na Kopské sedlo (0.45 hod. tam, 0.35 hod. zpět). Dále lze pokračovat až do Tatranské Javoriny.
Po zelené  z Tatranské Kotliny dolinou Siedmich Prameňov přes chatu Plesnivec, údolím Kežmarskej Bielej vody k Veľkému Bielému plesu (3.10 hod. tam, 2.20 hod. zpět).
Končí zde  Tatranská magistrála, která sem vede od chaty u Zeleného plesa. Doba chůze k Veľkému Bielému plesu je 35 minut oběma směry. Dále lze pokračovat ke Skalnatému plesu (2.55 hod. tam, 2.05 hod. zpět).